# Мариана Сеоане
Мариана Сеоане Гарсия (на испански: Mariana Seoane Garcia) е мексиканска актриса, певица и модел. Известна е в България с ролята на Маура Дуран в теленовелата „Буря в рая“.

## Биография
Родена е на 10 юни, 1976 г. в Паракуаро, Мичоакан, Мексико. Майка ѝ е аржентинка, баба ѝ е мексиканка по бащина линия, а дядо ѝ – кубинец.

## Кариера
Първата ѝ роля е теленовелата „Семеен портрет“ през 1995 г. През 1999 г. идва и първата главна роля в теленовелата „Циганска любов“. Там си партнира с Маурисио Ислас. С участието си в теленовелата „Ребека“, където изпълнява отново главна роля, стартира и нейната певческа кариера. През 2004 г. излиза и първия ѝ албум под името „Sere una nina buena“. Няколко години се занимава само с музика и издава два албума. Взима специално участие в теленовелата „Най-красивата грозница“ през 2007 г. където си партнира с Хайме Камил. Следва отрицателната роля на Маура Дуран в теленовелата „Буря в рая“. Изпълнява и една от темите в тази продукция с името „Atrevete a mirarme de frente“. С тази роля актрисата доказва, че е изключително добра, както с отрицателни, така и с положителни персонажи. Има специално участие в теленовелата „Утре и завинаги“ със Силвия Наваро, Лусеро и Фернандо Колунга. Поверена ѝ важна роля в Море от любов. Там изпълнява ролята на злодейка. Изпълнява роля на злодейката Ребека Оропеса в продукцията „Заради нея съм Ева“ заедно с Лусеро и Хайме Камил. През 2013 г. се присъединява се към теленовелата „Бурята“, където играе ролята на Урсула, която е безумно влюбена в Ернан Салданя.

## Филмография
- Земя на надеждата (Tierra de esperanza) (2023)
- Господарят на небесата 4 (El Señor de los Cielos) (2017) – Мабел
- Чема (El Chema) (2016/2017) – Мабел
- До края на света (Hasta fin del mundo) (2014) – Силвана Бланко
- Бурята (La tempestad) (2013) – Урсула
- Заради нея съм Ева (Por ella soy Eva) (2012) – Ребека Оропеса
- Море от любов (Mar de amor) (2009/10) – Ориана
- Буря в Рая (Tormenta en el Paraiso) (2007) – Маура Дуран Линарес/Карина Росемберг
- Най-красивата грозница (La fea mas bella) (2006) – Карла
- Ребека (2003) – Ребека Линарес
- Diseñador ambos sexos (2001)
- Осмели се да ме забравиш (Atrevete a olvidarme) (2001) – Ернестина
- Коледна песен (Cuento de Navidad) – Гостенката на тържеството на Хайме
- Циганска любов (1999) – Адриана
- Три жени (Tres mujeres) (1999) – Марсела Дуран
- Моя малка палавница (Mi pequeña traviesa) (1997/98) – Барбара
- Ничии деца (Los hijos de nadie) (1997) – Сандра
- Любовна песен (Cancion de amor) (1996) – Роксана
- Семеен портрет (Retrato de familia) (1995) – Арасели

## Албуми
- Sere una nina buena (2004)
- La nina buena (2005)
- Con sabor a...Mariana (2006)

## Личен живот
В началото на кариерата си Мариана има кратка романтична връзка с мексиканския певец Луис Мигел.